# Burujón
Burujón ist eine spanische Gemeinde  (municipio) in der Provinz Toledo der Autonomen Region Kastilien-La Mancha. 2024 hatte die Gemeinde 1.332 Einwohner. Die Gemeindefläche beträgt 35,45 km². 

## Lage
Burujón liegt etwa 29 Kilometer westnordwestlich von Toledo und etwa 82 Kilometer südwestlich von Madrid in einer Höhe von ca. 505 m. Der Fluss Tajo begrenzt die Gemeinde im Süden und wird hier zur Embalse de Castrejón aufgestaut. Die Roten Klippen im Gemeindegebiet sind eine eindrucksvolle Naturkulisse.

## Bevölkerungsentwicklung
| Jahr      | 1900 | 1910 | 1920  | 1930  | 1940  | 1950  | 1960  | 1970  | 1981  | 1991  | 2001  | 2011  | 2021  |
| --------- | ---- | ---- | ----- | ----- | ----- | ----- | ----- | ----- | ----- | ----- | ----- | ----- | ----- |
| Einwohner | 840  | 991  | 1.143 | 1.309 | 1.270 | 1.509 | 1.551 | 1.380 | 1.210 | 1.249 | 1.292 | 1.463 | 1.316 |

## Sehenswürdigkeiten
- Peterskirche (Iglesia de San Pedro Apóstol)
- Pantaleonskapelle
- Palast der Grafen von Cifuentes

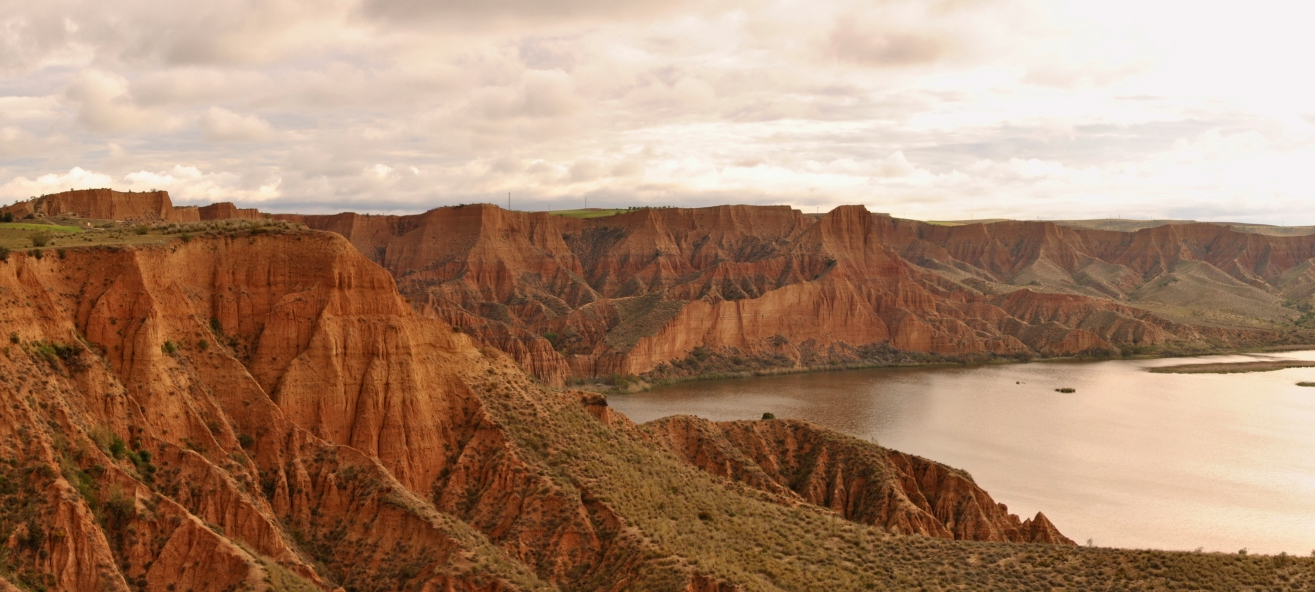
Rote Klippen von Burujón
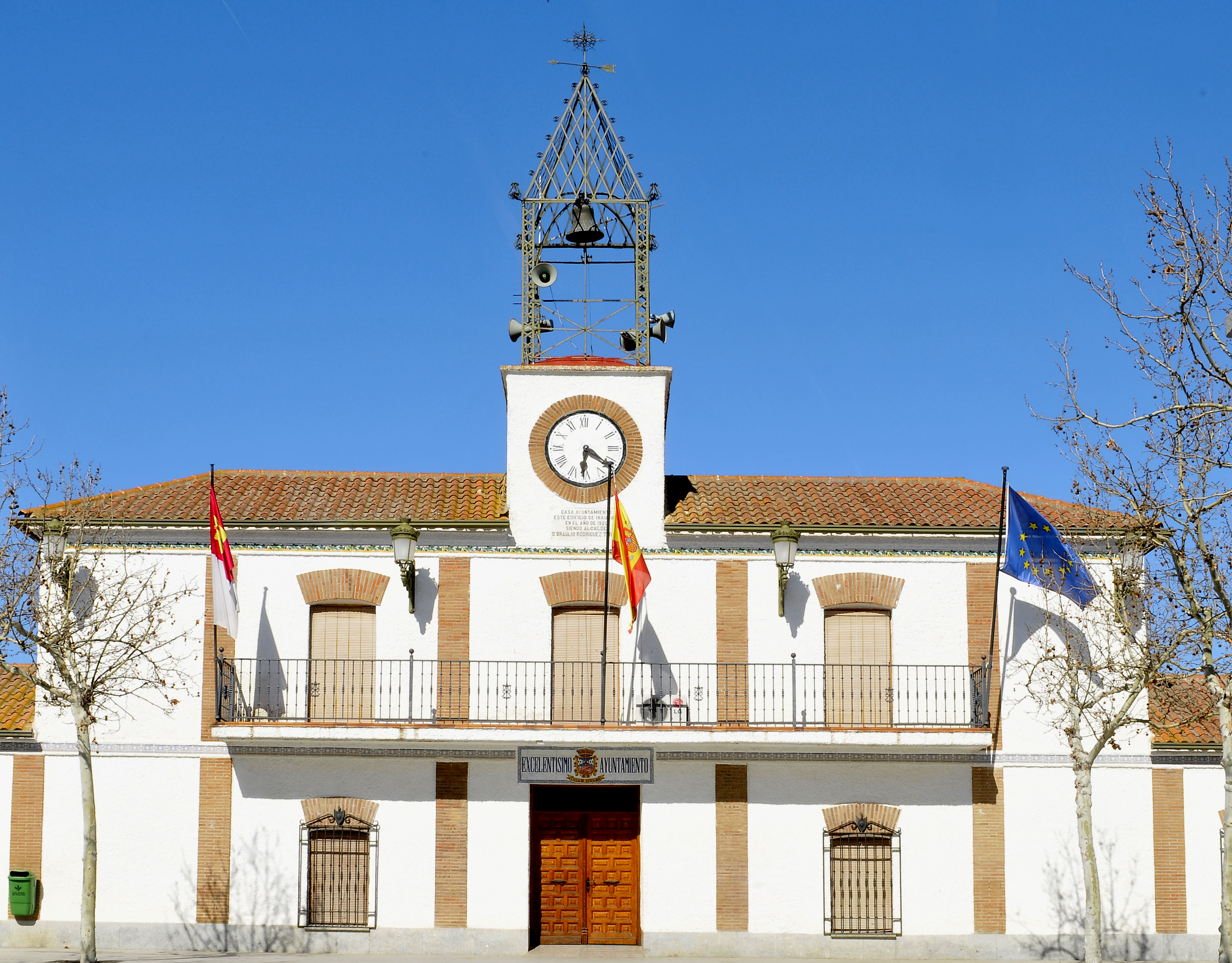
Rathaus

- Rote Klippen von Burujón
- Rathaus

## Persönlichkeiten
- Enrique Enríquez de Sotomayor (um 1600–1638), Gouverneur von Neuandalusien (heute Venezuela, 1631–1633), von Puerto Rico (1633–1635) und von der Tierra Firme (heute Venezuela, 1635–1638)